# Vrachnós (Ándros)
Vrachnós (grec moderne : Βραχνός) est une localité située dans le dème d'Ándros, dans le district régional d'Ándros, dans la périphérie d'Égée-Méridionale, en Grèce.
Selon le recensement de 2021, elle compte 40 habitants.